# داریل دافی
داریل دافی (انگلیسی: Darryl Duffy؛ زادهٔ ۱۶ آوریل ۱۹۸۴) بازیکن فوتبال اهل بریتانیا است.
از باشگاه‌هایی که در آن بازی کرده‌است می‌توان به باشگاه فوتبال بریستول راورز، باشگاه فوتبال سوانزی سیتی، باشگاه فوتبال گوآ، باشگاه فوتبال چلتنهام تاون، باشگاه فوتبال هال سیتی، باشگاه فوتبال رنجرز، باشگاه فوتبال سالگائوکار، باشگاه فوتبال فالکیرک، باشگاه فوتبال هیبرنین، باشگاه فوتبال برچین سیتی، باشگاه فوتبال کارلایل یونایتد، و باشگاه فوتبال هارتل پول یونایتد اشاره کرد.